# Оружане снаге Новог Зеланда
Оружане снаге Новог Зеланда (енгл. New Zealand Defence Force) се састоји из гране: Краљевска морнарица Новог Зеланда (енгл. Royal New Zealand Navy), Војска Новог Зеланда (енгл. New Zealand Army) и Краљевска авијација Новог Зеланда (енгл. Royal New Zealand Air Force).

## Учешће у ратовима
Одбрамбене потребе Новог Зеланда су скромне јер су процене да су шансе за спољни напад мале,али је ипак учествовао у светским сукобима од којих је најзначајније учешће у Галипољској операцији, бици за Крит, Другој бици код Ел Аламејна, бици за Монте Касино. Галипољска операција је била од изузетне важности за изградњу националног идентитета и јачање АНЗАК (енгл. Australian and New Zealand Army Corps) традиције. У Првом светском рату је погинуло око 18.500 Новозеланђана а 41.000 је рањена од око 103.000 бораца на тадашњу популацију од једног милиона. Нови Зеланд је такође одиграо кључну улогу у јединој бици у Јужној Америци током Другог светског рата, бици код Ла Плате као и у бици за Британију. Током рата САД су имале око 400.000 војника стационираних на Новом Зеланду.

## Новији сукоби
Поред оба светска рата и рата у Вијетнаму, Нови Зеланд је учествовао и у Корејском рату, Другом бурском рату, Побуни у Малаји, Заливском рату и Рату у Авганистану. Током Рата у Ираку Нови Зеланд је одбио учешће у директном сукобу већ је на годину дана послао тим инжењера да помажу у обнови државе. Нови Зеланд је учествовао и у миротворачким мисијама у Киперу, Сомалији, Босни и Херцеговини, на Синају, Анголи, Камбови, на Иранско-ирачкој граници, на Бугенвилу, на Источном Тимору и на Соломонским острвима.